# Craig Stevens (acteur)

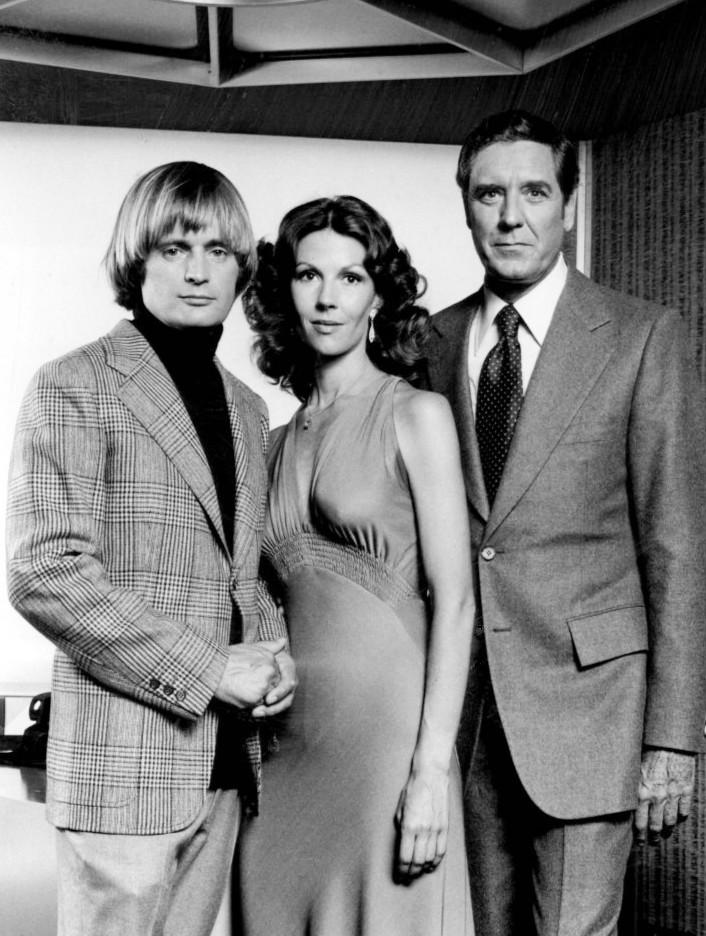
Craig Stevens (rechts) met Melinda O. Fee en David McCallum in The Invisible Man (1975)

Craig Stevens, geboren als  Gail Shikles Jr. (Liberty,  8 juli 1918 – Los Angeles, 10 mei 2000), was een Amerikaans acteur.
Hij studeerde tandheelkunde aan de Universiteit van Missouri in Kansas City, waar hij een graad haalde in 1936. In 1944 trouwde hij met de Canadese actrice Alexis Smith.
Na bijna twintig jaar in allerlei filmrollen gespeeld te hebben, kreeg Craig Stevens in 1958 nationale bekendheid door zijn hoofdrol als de super-cool privédetective in de televisieserie Peter Gunn, die uitgezonden werd op NBC en ABC. De serie werd geproduceerd door Blake Edwards, die het scenario schreef en een aantal afleveringen van de serie regisseerde (102 episodes, 1958-1961). Aan het einde van de jaren vijftig verscheen Stevens drie keer in State Trooper.
Stevens werd gevraagd door Lew Grade van ITV om te verhuizen naar Londen, Engeland, om een leidende rol spelen als Michael Strait in 20 afleveringen in de Engelse politieserie Man of the World (1962-1963).
- Biblioteca Nacional de España: XX1619092
- Bibliothèque nationale de France: cb14044349p (data)
- Gemeinsame Normdatei: 1229561374
- International Standard Name Identifier: 0000 0003 8173 5115
- Library of Congress Control Number: no93035781
- SNAC: w67z02jn
- Virtual International Authority File: 261999974
- WorldCat: E39PBJrm6g8qThtrBHWbyHb8G3